# Церква Пресвятої Трійці (Переяслав)
Церква Пресвятої Трійці — храм, збудований у 1804 році у Переяславі, замість старого дерев'яного храму. 

## Коротка історія та опис
Перший дерев'яний храм на цьому місці, перехресті сучасних вулиць Шевченка та Гімназійної, було збудовано ще у XVII столітті. Ця церква була замінена 1783 року новим храмом. Ця церква згоріла 1791 року від удару блискавки.
Коштом мешканців міста було збудовано нову церкву. ЇЇ було закладено 1795 року, а завершено та освячено 1804 року. Церква має цікаву архітектуру, це елементи класицизму та стилю храмів часів Руси.
У 1860-х роках до храму було прибудовано дзвіницю, що змінило її пропорції.
22 червня 2022 року перейшла з УПЦ МП до Православної церкви України.